# سيكولوجية الجنس
سيكولوجية الجنس كتاب لعالم النفس المصري يوسف مراد  صدر عام 1954 عن دار المعارف (سلسلة اقرأ) في 154 صفحة. يتناول يوسف مراد الإختلافات السيكولوجيّة بين الذكر والأنثى، والزواج متناولًا فلسفته وعلاقته بالحبّ، كما يتحدّث عن الطلاق وأسبابه من منظور نفسيّ. يمثل الكتاب أهمية خاصة لدى الباحثين في مجال العلوم الاجتماعية ولاسيما علم الاجتماع وعلم النفس والفروع الأكاديمية وثيقة الصلة حيث يدخل في نطاق تخصص العلوم الإنسانية بما في ذلك الفروع المنبثقة عن تخصصات علم النفس وعلم الاجتماع والتخصصات الأخرى قريبة الصلة.  

## محتوى الكتاب
(1) مقدمة
(2) سيكولوجية الجنس
(3) سيكولوجية المرأة
(4) الحب ومشكلات الزواج
(5) في سبيل التكامل النفسي
(6) خاتمة

## ملخص الكتاب
لسنا في حاجة إلى أن نُثبِت وجود فوارق جسمية بين الجنسين؛ فإن الاختلافات القائمة بينهما من حيث الشكل والتركيب الجسمى واضحة. هناك اختلافاتٌ أدق من حيث الوظائف الفسيولوجية والتركيب الكيميائى للسوائل العضوية، وترجع هذه الاختلافات في أصلها إلى التركيب الدقيق للخلايا لكلٍّ من الذكر والأنثى؛ فمن المعلوم أن نواة الخلية تحتوى على عدد من العوامل الوراثية المختلفة التي تُعيِّن الخصائص الجسمية، ومنها الخصائص التي تُميِّز بين الجنسَين.
فإذا نظرنا مثلًا في وزن الجسم، فنجد أن متوسط الوزن عند الولادة أكبر عند الذكر منه عند الإناث بمقدار 5%، وتصل هذه الزيادة عند الشهر العشرين إلى 20%؛ غير أن سرعة النمو في كلٍّ من الجنسَين مختلفة؛ فالصبى يحتفظ بتفوقه في الوزن حتى سن الحادية عشرة، ثم تأخذ النسبة في الهبوط، حتى إن في سن الرابعة عشرة تفوق البنت الصبى في وزن جسمها بمقدار 5%، ثم يسترجع الصبى تفوقه ابتداءً من سن السادسة عشرة حتى تصل نسبة التفوق إلى حوالَى 20% في سن العشرين.
فيما يختصُّ بطول القامة، فالنمو يسير وفقًا لسير النمو في وزن الجسم، غير أن نسبة الزيادة أو النقصان أقل؛ فطول القامة عند الذكور أكبر منه عند الإناث من الولادة حتى سن الحادية عشرة، ولكن بنسبة 2% على الأكثر، ثم تنعكس هذه النسبة بين الحادية عشرة والرابعة عشرة، فتفُوق البنت الصبى في طول قامتها بمقدار 2%، ويقف النمو في الطول لدى الفتاة حوالَى سن السابعة عشرة، في حين أنه يستمر لدى الفتى حتى سن العشرين، فيفُوق الفتاة في طول قامته بمقدار 10%.
نجد الصبي يفوق البنت من حيث القوة العضلية، ويفوقها في القوة العضلية لقبضة اليد اليمنى بمقدار 10% في سن السابعة، ثم تستمر الزيادة حتى سن العشرين حتى تصل إلى 50 أو 60%، في حين أن نمو القوة العضلية في البنت يميل إلى التوقف عند سن السادسة عشرة، ويسير نمو القوة العضلية في سائر الأعضاء على نفس هذا المنوال.
فيما يختصُّ بسرعة النمو والسير نحو اكتمال النضج، نُلاحِظ أن البنت تفُوق الصبى في هذا المجال؛ ففى جميع الشعوب وفى جميع مناطق الأرض تصل البنت إلى البلوغ قبل الصبي، وهى تتقدَّم عليه بمقدارٍ يتفاوت بين اثنَى عشر وعشرين شهرًا، وكذلك تفُوق البنت الصبى في سرعة نمو هيكلها العظمي، وفى ظهور الأسنان، وفى قدرتها على المشي، وسوف نرى أنها تفوقه من حيث القدرة على تعلُّم الكلام، كما أننا نتساءل ما إذا كان سرعة النمو من الوجهة الجسمية يستتبع حتمًا سرعة النمو من الوجهة العقلية.
نُلاحظ أن الذكر يفُوق الأنثى في ثبات وظائفه العضوية، كدرجة حرارة الجسم وعمليتَى الهدم والبناء والتركيب الكيميائى ومستوى السكر في الدم. والمدى الأكبر لاختلال الثبات النسبى في العمليات الفسيولوجية لدى المرأة، يُفسِّر لنا كثرة تعرُّض المرأة للإغماء ولاختلال التوازن في إفرازات الغدد الصمَّاء؛ وبالتالى للتقلبات المزاجية. وسنُفصِّل القول في هذا الموضوع عند كلامنا عن طبيعة المرأة من الوجهة الجسمية والنفسية.

## مقتطفات من الكتاب
من المواقف الإنسانية التي تحتلُّ المرتبة الأولى من حيث شحنتها التوترية، موقفُ الرجل والمرأة كلٍّ من الآخر في أخطر مراحل الحياة، وفي مختلف ميادين التعامل والنشاط في الأسرة والمجتمع. وسيتبيَّن لنا أن هذا الموقف يضمُّ في آنٍ واحد عاملَين مُتناقضين: الحب والكراهية، الاطمئنان والخوف، الإجلال والإذلال، التعاون والتنافس، السيطرة والخضوع، وما إليها من الاتجاهات والعواطف التي تُوجِّه السلوك وتُلوِّنه.
........
أن المرأة أكثر استجابة للقيم الفنية والاجتماعية والدينية، وسنذكُر الآن نتائج أحد البحوث المشهورة التي أُجريَت في مجال السمات الخلقية، وهو البحث الذي تناول عشرة آلاف من الأطفال، وكان غرضه المقارنة بين الجنسَين في السمات الخلقية الأربع الآتية: الخداع أو الغش، ثم التعاون والإقبال على خدمة الآخرين، ثم القدرة على الصبر والمثابرة، وأخيرًا القدرة على ضبط النفس.
ولضمان صدق النتائج كان الغرض الحقيقي من الاختبار مجهولًا من الأشخاص المُختبَرين، ورُوعِي هذا الشرط خاصة في اختبار الخداع والغش. ومن خصائص هذا الاختبار أن يُطلَب من التلاميذ تصحيح أعمالهم المدرسية سواء في الفصل أو في المنزل، اتباع بعض التعليمات أو عدم اتباعها، كأن يستعين الشخص ببصره مع أن المطلوب عمل التمرين أو القيام ببعض الحركات أثناء اللعب دون الاستعانة بالنظر … إلخ. وكانت نتيجة هذا الاختبار أن نسبة حالات الغش والخداع كانت أكبر لدى البنات في معظم التمرينات. وقد لا يرجع هذا الاختلاف إلى فساد الخُلق، بل المرجَّح أن البنت قد تشعر بضعفها في مجال التنافس مع الصبي، فتلجأ إلى الغش والكذب لتعويض هذا الضعف، ولإرضاء نزعتها إلى الظهور والتفوق.
وإذا كانت نتائج هذا الاختبار تُميِّز البنين على البنات، فعَلى العكس من ذلك نجد البنات يتفوَّقن على البنين في السمات الأخرى، وهي التعاون والمثابرة وضبط النفس. وكانت أكبر نسبة للاختلافات بين الجنسَين في اختبار ضبط النفس، وهذا يُفسِّر لنا نجاح البنت في تحقيق التكيُّف المدرسي أكثر من زميلها.
......
أن هناك سوء تفاهُم مُزمِن بين الجنسَين يرجع عهده إلى فجر التاريخ. وممَّا دعم سوء التفاهم هذا أن المُفكرين والمُشرعين، وخاصة المُؤرخين، كانوا من الرجال، وعندما تحدَّثوا عن المرأة كثيرًا ما وصفوها بالضعف والمكر والاحتيال، وغيرهما من الصفات التي يتَّخذها الضعيف للتغلب على القوي. وحتى في الحياة اليومية نرى أن بعض الأساليب التي يستخدمها الآباء في تربية أطفالهم تخلق في نفوس الناشئين سوء التفاهم بين الجنسَين، وتجعل كل جنس يقف من الآخر موقف الاحتقار والازدراء، أو موقف التحفظ والحذر.
ومن واجبنا جميعًا أن نُزيل سوء التفاهم هذا، أو على الأقل أن نُحاول مُخلِصين التخفيف من حدَّته. وأول خطوة يجب أن نخطوها هي البحث عن منشأ هذا الخلاف في الرأي بين الجنسَين عندما يحكم كلٌّ منهما على الآخر. ويبدو لي أن السبب الرئيسي يرجع إلى محاولةِ كلٍّ منهما المُفاضلة بينهما؛ أيهما أفضل وأرقى وأكمل من الآخر؛ الرجل أم المرأة؟ أيهما هو المثل الأعلى أو النموذج الذي يجب على الجنس الآخر أن يُحاكيه أو أن يُحققه في نفسه؟ إن هذه الأسئلة لا معنًى لها مُطلَقًا، وإن دلَّت على شيء فإنها تدل على سذاجة في التفكير، ولا يمكن أن تصدُر إلا عن شخصٍ يقف موقف الأطفال الذين لم يتمَّ بعدُ نُضْجهم الانفعالي؛ إذ إن المُفاضلة أو المُقارنة لا يمكن أن تقوم إلا بين شيئَين أو أمرَين خاضعين لنوعٍ واحد من القياس، وهل ينطبق ذلك على الرجل والمرأة؟ هل الاختلاف في الجنس اختلافٌ عرَضي كمي يُعبَّر عنه بالزيادة أو بالنقصان، أم هو اختلافٌ جوهري كالاختلاف الموجود بين نوع ونوع آخر؟
يوجد فريق يذهب إلى أن الفرق بين الجنسَين فرقٌ جوهري فطري يرجع إلى اختلافٍ أساسي في بناء الجرثومة التي ستكون إما ذكرًا أو أنثى، في حين أن فريقًا آخر يؤكِّد أن الفرق بين الذكر والأنثى هو فرق في الدرجة، وأن هناك سلسلة من الدرجات المتوسطة تصل بين الأنوثة والرجولة، وأن التطور يبدأ من صورة الأنثى ويتَّجه نحوَ شكلٍ أرقى هو كمال الرجولة؛ فإن المرأة في نظر أولئك القوم ليست إلا رجلًا ناقصًا لم يكتمل نموُّه.
.......
الحب في نظر المُحلِّلين هو إسقاط الأنا الأعلى على المحبوب، كأن الشخص عندما يُحب يبحث عن نفسه في صورة المحبوب؛ ففي حالة الحب السعيد، أي الحب المُتبادَل، يكون المحبوب الذي يُمثِّل الأنا الأعلى راضيًا عن الآخر. وهذا يُفسِّر لنا حالة السعادة والاطمئنان التي يحياها الشخص. ولكن هذه السعادة لا تكون دائمًا صافيةً مُستقرة، بل يتخلَّلها فتراتٌ من الشك في صحة اختيار موضوع الحب، كأن هناك في النفس نزعةً إلى التعذيب الذاتي تُقاوِم الميل إلى السعادة القصوى.
وبما أن الشخص الذي يُحب يبحث إلى حدٍّ ما عن نفسه، أي بما أن المحبوب هو صورة للذات، فمن الطبيعي أن يُغالي الشخص في قيمة محبوبه؛ ولذا قيل إن الحب أعمى. ويترتَّب على هذه المغالاة في قيمة المحبوب التقليلُ من قيمة الواقع، وعدم الخوف من العالم الخارجي، والشعور بالقوة في مُقاومة الصعاب والتغلب عليها؛ إذ إن ما دام الأنا الأعلى راضيًا عن هذا الحب، وبما أن الأنا الأعلى يُمثِّل في النفس اللاشعورية سلطة الوالدَين، فلا بد أن تكون النفس راضيةً مُطمئنة لا تخشى شيئًا.
وإذا كان حب الآخر هو في نهاية الأمر حبًّا ذاتيًّا، فمن الطبيعي أن ينحصر الحب في شخصٍ واحد، ويتركَّز فيه دون غيره، وأن يصبح المُحب تابعًا كليةً للمحبوب، محاولًا دائمًا أن يتجنَّب دواعي التوتر والخلاف خوفًا من أن يفقد السعادة والاطمئنان.
وأخيرًا لا تكمل صورة الحب إلا بالإشارة إلى ما يعتري المُحب من تغيير في سلوكه الخارجي من جهة، ومن مضمون تأمُّلاته وتخيُّلاته من جهةٍ أخرى؛ فلا يكون الحب صادقًا إلا إذا اصطبغ السلوك والتفكير بصبغةٍ عاطفية، وصاحَبته حالاتٌ انفعالية خاصة من عطف وحنان، تمتزج فيها دوافع الحياة العميقة بالعواطف والحركات المعنوية اللطيفة.
........
قد يبحث المُحِب لا عن قرين أو رفيق، بل عن بديل لشخصٍ آخر، وكثيرًا ما يكون الأبَ أو الأم، وذلك في حالة تعلُّق البنت بأبيها تعلقًا جنسيًّا لا شعوريًّا، أو تعلُّق الشاب بأمه. أو قد يتخذ الحب شكلًا شعريًّا خياليًّا مُسرِفًا في الشعر والخيال، وهو ما يعرف بالحب الرومنتيكي الخالص. نعم إن عنصر الشعر والخيال من أهم مُقوِّمات الحب؛ لأن العاطفة من أهم دعائم الشخصية المُتكاملة المتَّزِنة، ولكن كما أن الشخصية تفقد توازُنها إذا طغت العاطفة وطغى الخيال على العقل والفكر، فكذلك يفقد الحب قدرته على الخلق والابتكار، ويصبح عقبة بدلًا من أن يظل قوةً فعَّالة، إذا طغى الخيال على الواقع، وإذا تاقَ العاشقان إلى مثلٍ أعلى أسمى من أن يُحقِّقه الإنسان في مجتمعٍ تزداد مشاكله يومًا بعد يوم. فالحب الشعري ينمو في الغفلة والأحلام، وكثيرًا ما يكون مآله الخيبة واليأس. أما الحب الذي يريد أن يكون رباطًا وثيقًا بين اثنين، جسمًا وقلبًا وروحًا، وأن يكون درعًا قوية لوقاية الزوجَين من أحداث الدهر، فيجب عليه أن يكون يقظًا من حين إلى آخر، وأن يقوم على دعامة العاطفة من جهة، ودعامة العقل المُستنير من جهةٍ أخرى؛ أي على التوفيق بين الخيال والواقع.
........
إن الإلحاح الذي يُبديه أحد الزوجَين في أن يكون الآخر شبيهًا به كل المشابهة لا يرجع إلى قوة الحب وكماله، بل إلى ضعفه ونقصه؛ فهو دليل على عدم نضج الحب، كأن الشخص عاجز عن أن يحب شخصًا آخر سوى نفسه، والإسراف في حب الشخص لنفسه صورةٌ من صور الحب كما يشعر به الطفل. ومثل هذا الموقف يؤدي حتمًا إلى عرقلة التكيُّف الجنسي في بدء الحياة الزوجية؛ إذ يكون الدور الذي يؤديه الزوج أو الزوجة دور الطفل المدلَّل.
ثم هناك عاملٌ آخر، غير الحب الذاتي المُسرِف، يدفع الشخص إلى البحث عن صورةٍ صادقة لنفسه، وهذا العامل هو الخوف. وقد برع أصحاب التحليل النفسي في وصف أثر الخوف في العلاقات الزوجية؛ فمن الوسائل التي يلجأ إليها المرء لمقاومة الخوف التشبُّهُ بالشيء المُخيف؛ ألا ترى الطفل الذي يخاف من الغول أو من الكلب يتقمَّص شخصية الغول أو الكلب، ويسلك سلوكهما مُحدِثًا في نفسه في آنٍ واحد الخوف والأمان. ولننظر كيف أن هذا الموقف المُزدوج من خوف وعدوان يلعب دوره في العلاقات الأولى بين الزوجَين، وكيف أن التكيُّف الجنسي والعاطفي يكون عسيرًا لدى الزوج الذي يبحث في الآخر عن صورةٍ صادقة لنفسه.
لا شك في أن الحب عند بدء العلاقات الزوجية يتَّخذ شكلًا مُزدوجًا مُتناقضًا، ينطوي على العدوان والهجوم من جهة، وعلى الدفاع والاستسلام بدرجاتٍ مُتفاوتة من الرضا من جهةٍ أخرى. ويرجع هذا الازدواج المُتناقض إلى الاختلاف القائم بين وظيفة كل من الزوجَين؛ فالحب الذي سيؤدِّي في الحالات السوية إلى أنبل صورة من الاتحاد بين نفسَين، يبدأ في شكل صراع ينطوي حتمًا على عنصر العدوان.
ومن المعلوم أن العدوان كثيرًا ما يصحب الخوف لدفع مصدر الخوف أو تجنُّبه. وكذلك كثيرًا ما يشعر المُعتدي بالخوف؛ لأنه يخشى من المُعتدى عليه أن يردَّ على هذا العدوان بعدوانٍ آخر. وعندما يبحث أحد الزوجَين عن شخصٍ آخر شبيه به كل المشابهة، أو يعتقد أنه كذلك، فإنه لا يسلك هذا السلوك إلا لتهدئة خوفه من عدوان الآخر.
إنه من السهل أن نجد تأييدًا لهذا الوصف في سلوك الحيوانات. طبعًا إننا لا نذهب إلى القول بأن سلوك الإنسان شبيهٌ تمام المشابهة بسلوك الحيوانات؛ فلا يمكننا أن نجهل تطوُّر الحب الإنساني في أشكاله ومظاهره تحت تأثير العوامل الروحية والعقلية والعاطفية وأثر الحضارة والتربية والأخلاق؛ غير أنه من الخطأ أيضًا أن تتجاهل الجزء المُشترك بيننا وبين الحيوانات؛ فإن جهلنا للجانب البهيمي في الإنسان إما أن يُعرِّضنا لانفجار هذا الجانب دون الاستعداد لمواجهته بحزم وحكمة، أو يجعلنا نحرم أنفسنا ممَّا قد تمدُّه بنا هذه القُوى الحيوانية من حيوية وطاقة نستخدمها في تحقيق الأغراض الروحية والاجتماعية الراقية.

## وصلات خارجية
https://www.hindawi.org/books/64830814/ سيكولوجية الجنس
https://www.goodreads.com/book/show/11473567 سيكولوجية الجنس
https://www.youtube.com/watch?v=A3WhEvx52Qc سيكولوجية الجنس
https://www.youtube.com/watch?v=kMAeSxyT0bg سيكولوجية الجنس
https://www.youtube.com/watch?v=yRDJ1A5CbYQ سيكولوجية الجنس
https://www.youtube.com/watch?v=eADJPm8LPmI سيكولوجية الجنس
https://www.youtube.com/watch?v=-MqsIQggIXY سيكولوجية الجنس
https://www.youtube.com/watch?v=DZ_Y_j8sls8 سيكولوجية الجنس